# Lemula gorodinskii
Lemula gorodinskii là một loài bọ cánh cứng trong họ Cerambycidae.